# Mats André Kaland
Mats André Kaland, född 9 maj 1985 i Bergen, är en norsk fotbollstränare och tidigare spelare. Han är sedan sommaren 2023 huvudtränare i Ullensaker/Kisa.

## Karriär
I februari 2015 värvades Kaland av Varbergs BoIS. Han spelade samtliga 30 seriematcher och gjorde sex mål samt tre assist.
Inför säsongen 2016 värvades han av Fredrikstad FK. Efter ett halvår i klubben återvände Kaland till Varbergs BoIS på lån för resten av säsongen.
Den 18 juli 2017 värvades Kaland av Ullensaker/Kisa, där han skrev på ett 1,5-årskontrakt. Den 1 mars 2019 värvades Kaland av Strømmen IF, där han skrev på ett tvåårskontrakt. I december 2020 förlängde Kaland sitt kontrakt med två år.
Inför säsongen 2022 återvände Kaland till Ullensaker/Kisa och blev assisterande tränare i klubben. I juli 2023 fick han tillfälligt ta över ansvaret som huvudtränare och den 1 augusti meddelade sedan Ullensaker/Kisa att Kaland tog över som huvudtränare för resten av säsongen.